# Puducherry (territorio)
Il Territorio di Puducherry chiamato, fino al settembre 2006, Pondicherry (in francese Pondichéry) è una divisione amministrativa dell'India. In lingua tamil significa "nuovo villaggio". È un'ex colonia della Francia (dal XVII secolo al 1956) e consiste di quattro enclavi non contigue, chiamate distretti: la principale di tali enclavi, quella di Puducherry, dà anche il nome al territorio nel suo complesso. 

## Geografia fisica
Puducherry consta di quattro enclavi non contigue che costituiscono altrettanti distretti: il distretto di Puducherry (capoluogo Puducherry), il distretto di Karaikal (capoluogo Karaikal) e il distretto di Yanam (capoluogo Yanam) sul Golfo del Bengala, nonché il distretto di Mahe (capoluogo Mahe) sul Mar Arabico. La superficie totale è di 492 km², distribuiti tra Puducherry (293 km²), Karaikal (160 km²), Yanam (30 km²) e Mahe (9 km²), mentre la popolazione è di 973 829 abitanti.

## Influenze culturali francesi a Puducherry
Tre secoli di colonizzazione francese hanno lasciato a Puducherry sostanziali tracce nell'aspetto esteriore e nella cultura del territorio. La città di Puducherry fu progettata basandosi sulla tradizionale pianta francese a griglia e presenta quindi isolati squadrati e strade perpendicolari: la città è divisa tra un quartiere francese (la Ville Blanche) e un quartiere indiano (la Ville Noire). Molte vie mantengono il loro nome originario francese e ville coloniali in stile francese sono un tratto specifico e ricorrente del paesaggio. Tuttora vi sono molti abitanti di Puducherry che hanno deciso di mantenere il passaporto francese. La cultura francese ha in Puducherry vari bastioni, tra cui l'Institut français de Pondichéry, la sede di Puducherry dell'École française d'Extrême-Orient e una sede dell'Alliance Française. Esiste anche un sistema scolastico in lingua francese basato sul Lycée français de Pondichéry, il più grande e antico liceo francese al di fuori della Francia.

## Le lingue ufficiali
Le lingue ufficiali riconosciute dal The Puducherry Official Languages Act del 1965 sono quattro:
- lingua tamil, su tutto il territorio
- lingua malayalam, nel distretto di Mahe
- lingua telugu, nel distretto di Yanam
- lingua francese, su tutto il territorio

## Economia
L'economia locale si basa su un'agricoltura (arachidi, riso, caffè, banane e cotone) molto sviluppata così come sull'attività di industrie alimentari, tessili e meccaniche. Una risorsa in espansione è il turismo, favorito dalle particolari caratteristiche derivanti dalla colonizzazione francese che fanno di Puducherry un "unicum" nel subcontinente indiano.